# Naneva hespera
Naneva hespera är en ringmaskart som beskrevs av Chamberlin 1919. Naneva hespera ingår i släktet Naneva och familjen Terebellidae. Inga underarter finns listade i Catalogue of Life.